# Nixă

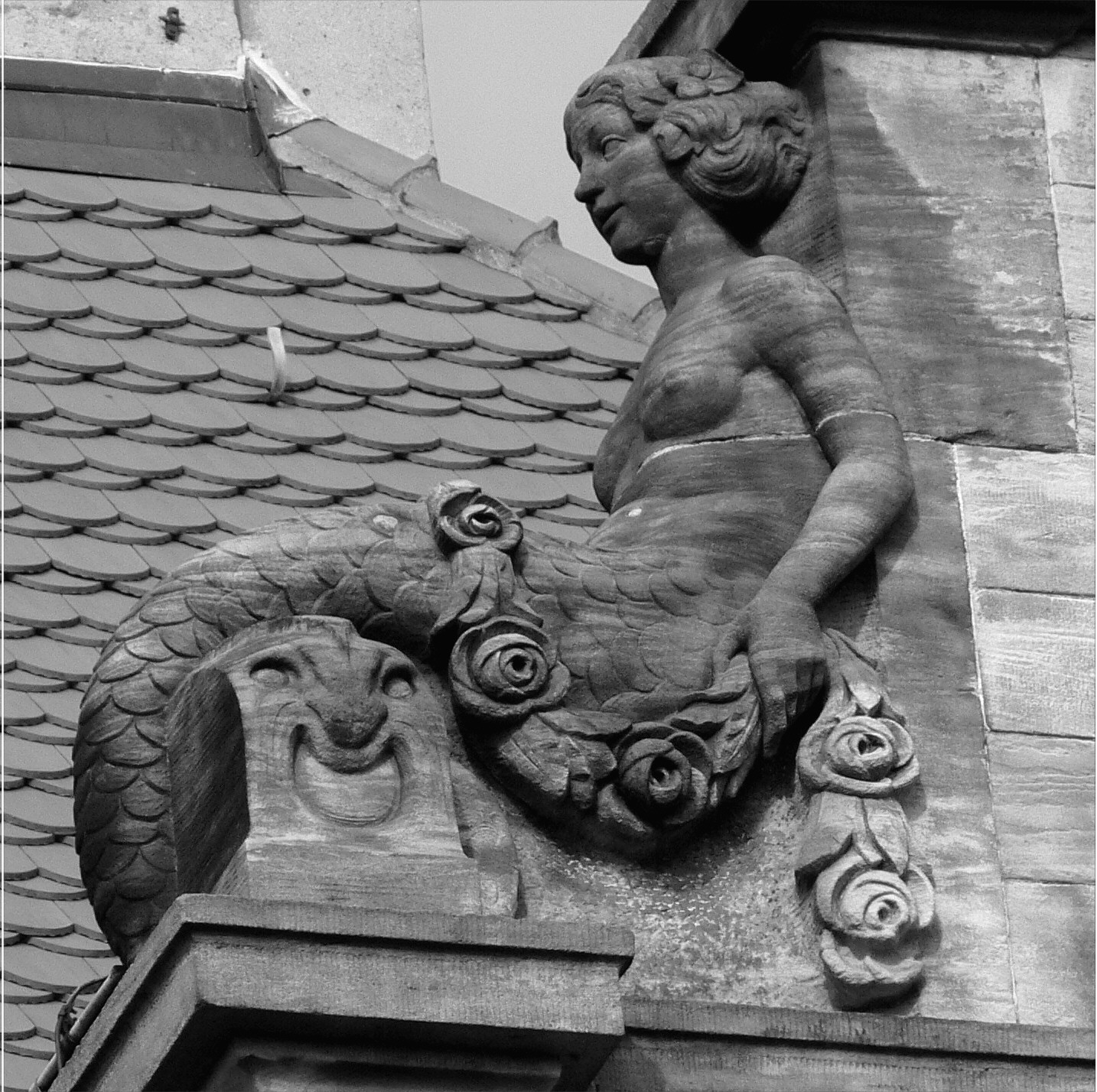

Nixă (la plural nixe) numită și ondină, sunt spirite din mitologia nordică și din cea germanică.

## Etimologia
Denumirea vin din vechea limbă germană superioară (Althochdeutsch), unde nihhus, niccus sau nichessa aveau sensul de „Duh al apelor”. O altă posibilă origine etimologică ar pute fi cuvântul din limba latină necare („a ucide”).
Nixe este forma feminină, dar mai există și masculinul Nix, care, în funcție de dialect, mai era cunoscut și ca Niss, Neck sau Nöck, fiind echivalat cu  „Wassermann” (omul apelor) din mitologia germanică.

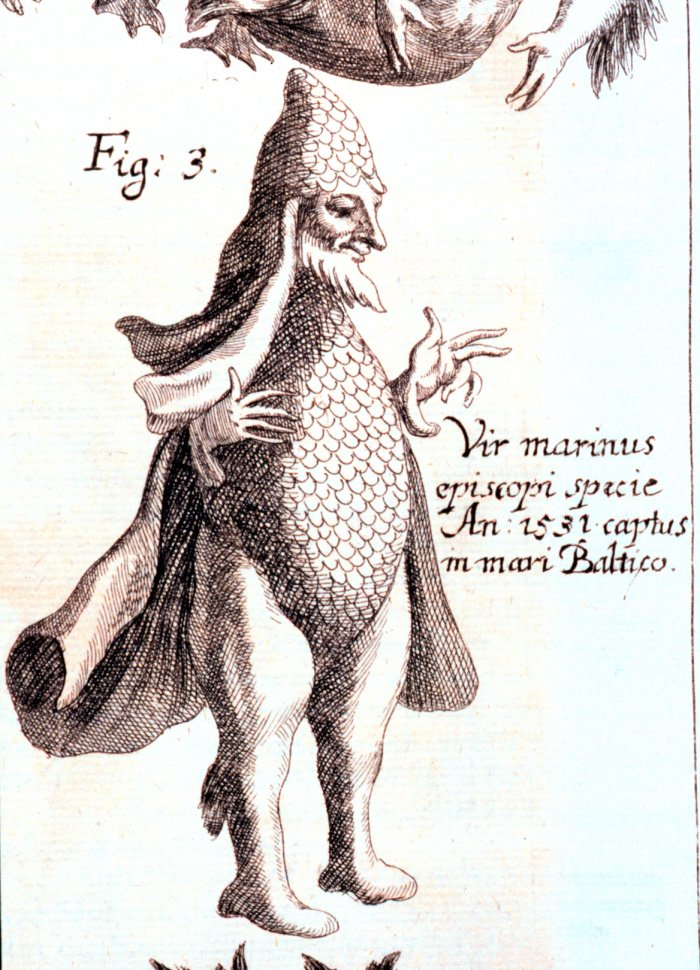
„Wassermann” – Ilustrație din secolul al VII-lea

## Caracterul
Elementul caracteristic pentru „nixe” este acela că îi punea pe oameni în pericol și le aducea acestora pagube și moartea. Cel mai adesea ademeneau bărbați pe care îi trăgeau la fundul apelor curgătoare și al lacurilor.
Aceste zâne ale apelor, de obicei răufăcătoare, care-i călăuzesc pe călători în locuri mlăștinoase, în păduri nesfârșite, prin cețuri și neguri, făcându-i să se rătăcească se înrudesc cu nimfele din mitologiile greco-latine.

## Aspectul
Ca toate duhurile apelor de sex feminin, și o "Nixe" se prezenta, cel mai adesea, ca o femeie tânără, cu tenul palid sau verzui, cu părul bătând în verde, sau chiar verde. Caracteristica citată cel mai adesea era o rochie din al cărei tiv picura apă. Cel puțin la țară, "Nixele" umblau desculțe.
Mai târziu, au apărut și descrieri ale "Nixelor" cu un bust omenesc, continuat cu o coadă de pește acoperită cu solzi.